# Domon Ken

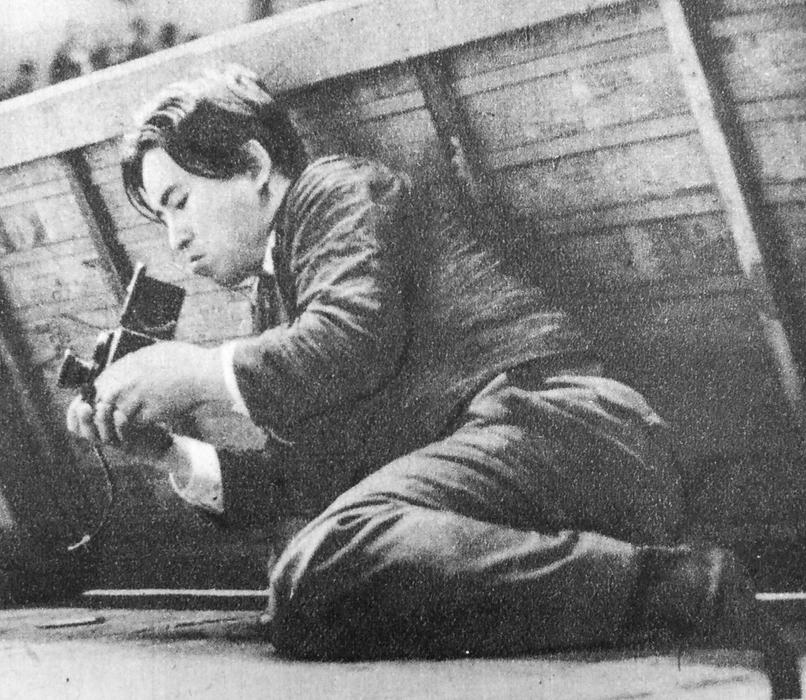
Domon Ken 1948

Domon Ken (japanisch 土門 拳; geb. 25. Oktober 1909, in Sakata (Präfektur Yamagata); gest. 15. September 1990) war ein japanischer Fotograf der Shōwa-Zeit.

## Leben und Werk
Als Schüler wollte Domon Maler werden, aber 1929 schrieb er sich ein in der Juristischen Fakultät der Nihon Daigaku. Dann begann er 1933, sich unter Miyauchi Kōtarō (宮内 幸太; 1872–1939) die Techniken der Fotografie anzueignen. 1935 nahm er seine Arbeit auf im Design-Studio Nihon Kōbō (日本工房), wobei er sich dem Herausgeberstab des „Nippon“ anschloss, einem illustrierten Magazin in englischer Sprache. 1943 erhielt er den ersten „Arus Photography Culture Prize“ für „Domon Ken – Charakterstudien“ (土門拳人物写真, Domon Ken, Jimbutsu shashin) und „Domon Ken – Ausgewählte Arbeiten“ (土門拳選集, Domon Ken, Senshū).
1945 wurde Domon freier Fotograf und eröffnete ein Labor für Fotoentwicklung und die Herstellung von Abzügen. Das war die Zeit, in der er begann, sich für Nara und Kyōto zu interessieren. 1953 gab er eine Anzahl bereits publizierter Porträts als Buch mit dem Titel „Erscheinung“ (風貌, Fūbō) heraus. – 1954 publizierte er sein berühmten Bildband „Murō-ji“, der sich mit diesem Tempel im Süden der Präfektur Nara befasst. Für diesen Bildband erhielt er im folgenden Jahr den 9. Mainichi-Kulturpreis (毎日出版文化賞, Mainichi shuppan bunka-shō). Diese Arbeit erhielt auch das Achievement Award of the Photographic Society of Japan (日本写真協会功労賞, Nihon shashin kyōkai kōrōshō). Der Band „Hiroshima“, der 1958 herauskam, erhielt den 4. Mainichi Photography Prize (毎日写真賞) und den 2. Japan Photography Critics' Association Award (日本写真批評家協会賞, Nihon shashin hihyōka kyōkai shō). 1959 publizierte er in dem Magazin Camera Mainichi eine Serie unter dem Titel „Besuche alter Tempel“ (古寺巡礼, Koji junrei), für die er ausgezeichnet wurde.
Domon erhielt die 10. Japan Professional Photographers’ Society Award (日本写真家協会年度賞, Nihon shashinka kyōkai nendo shō) und den 3. Japan Journalists' Association Prize 1960 für „Die Kinder von Chikuhō“ (筑豊の子供たち, Chikuhō no kodomotachi). 1971 erhielt er für seine vierteilige Serie, die er 1963 begonnen hatte und die, wie die frühere, „Besuche alter Tempel“ hieß, den 19. Kikuchi-Kan-Preis, benannt nach Schriftsteller und Journalisten Kikuchi Kan. 1972 wurde er zum Ehrenmitglied der Japan Professional Photographers' Association ernannt. Seine Sammlung „Hiroshima“ ist Teil der Sammlung des Museum of Modern Art, New York. 1974 wurde er der erste Ehrenbürger seiner Heimatstadt Sakata. – 1980 wurde Domon mit dem Orden der Aufgehenden Sonne ausgezeichnet.
1983 wurde in Sakata das „Ken Domon Museum of Photography“ (土門拳記念館, Domon Ken kinenkan) eröffnet, für das der Architekt Taniguchi Yoshirō 1987 mit dem Preis der Japanischen Akademie der Künste ausgezeichnet wurde.